# Four-Calendar Café
 (avril 2018).
Si vous disposez d'ouvrages ou d'articles de référence ou si vous connaissez des sites web de qualité traitant du thème abordé ici, merci de compléter l'article en donnant les références utiles à sa vérifiabilité et en les liant à la section « Notes et références ».
Albums de Cocteau Twins
Heaven or Las Vegas
(1990) Milk and Kisses
(1996)
Singles
1. Evangeline
Sortie : Septembre 1993
2. Bluebeard
Sortie : Février 1994

Four-Calendar Café est le septième album du groupe de heavenly voices écossais Cocteau Twins, sorti en novembre 1993 mais, initialement publié en vinyle le 18 octobre chez Fontana Records, au Royaume-Uni.

## Présentation
Il se distingue du reste du catalogue des Cocteau Twins par un son beaucoup plus orienté pop et moins ambient que les œuvres précédentes et les paroles de la chanteuse Elizabeth Fraser sont plus intelligibles que d'habitude.
L'album prend son titre du livre Blue Highways, de l'écrivain américain William Least Heat-Moon (en), dans lequel l'auteur considère la qualité d'un restaurant par le nombre de calendriers qu'il a accroché sur son mur et que si ce restaurant a quatre calendriers (en anglais : four calendars), c'était plutôt bien.
New Musical Express, magazine hebdomadaire musical britannique, classe Four-Calendar Café comme le 46e meilleur album de l'année 1993.
En 1996, l'album s'était vendu à 146 000 exemplaires aux États-Unis selon Nielsen Soundscan.

## Liste des titres
Toutes les chansons sont écrites et composées par Cocteau Twins.
| 1.    | Know Who You Are at Every Age    | 3:43 |
| 2.    | Evangeline                       | 4:32 |
| 3.    | Bluebeard                        | 3:57 |
| 4.    | Theft, and Wandering Around Lost | 4:31 |
| 5.    | Oil of Angels                    | 4:38 |
| 6.    | Squeeze-Wax                      | 3:50 |
| 7.    | My Truth                         | 4:35 |
| 8.    | Essence                          | 3:03 |
| 9.    | Summerhead                       | 3:40 |
| 10.   | Pur                              | 5:03 |
| 41:31 |                                  |      |

## Crédits
| - Elizabeth Fraser : chant - Robin Guthrie : batterie, guitare - Simon Raymonde : basse - Benny Dimassa, David Palfreeman : batterie, percussions (additionnels) - Ben Blakeman, Mitsuo Tate : guitares (additionnels) | - Production : Cocteau Twins - Ingénierie (additionnel) : Lincoln Fong - Photographie : Walter Wick |